# Taurogi

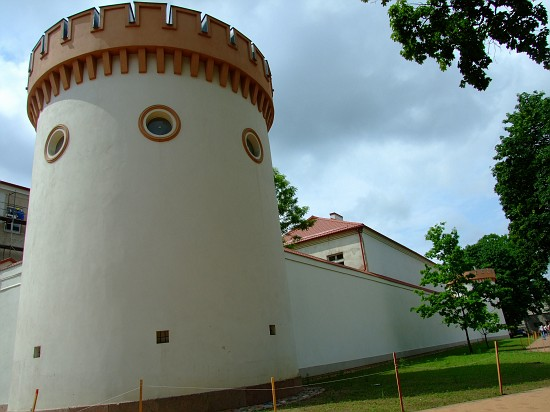
Zamek w Taurogach

Taurogi (lit. Tauragė wymowaⓘ, żmudz. Tauragie, niem. Tauroggen) – miasto na zachodniej Litwie. 31 tys. mieszkańców w 2001. Siedziba okręgu tauroskiego.
W mieście rozwija się przemysł maszynowy, włókienniczy, ceramiczny i spożywczy. Najważniejsze zabytki: zamek Radziwiłłów, później Zubowów (kompletnie przebudowany w XIX w.), kościół ewangelicki Martynasa Mažvydasa oraz kościół katolicki św. Trójcy. W zamku obecnie mieści się Muzeum Historyczne, natomiast w dawnej siedzibie sowieckiej służby bezpieczeństwa zlokalizowano Muzeum Zesłań. Taurogi są miastem partnerskim Ostródy, Kutna i Bełchatowa.

## Położenie geograficzne
Taurogi położone są na Litwie nad rzeką Jurą, 63 km na północny zachód od Rosieni, 25 kilometrów od obwodu królewieckiego (Rosja).

## Etymologia
Według legendy nazwa Taurogi pochodzi od dwóch słów: tauras (tur) i ragas (róg), rzekomo w dawnych czasach tam, gdzie dziś jest położone miasto ludzie zbierający grzyby znaleźli rogi tura.

## Historia
Właścicielem Taurogów na początku XVI w. był Bartosz, fundator kościoła i pierwszej szkoły na Żmudzi (1507). Około 1550 część dóbr tauroskich należała do Melchiora Szemiota, który przeszedł na luteranizm. Przy tej okazji zawłaszczył fundusz kościelny, który parafia katolicka odzyskała dopiero w 1641. W XVI i XVII w. Taurogi należały do najważniejszych ośrodków braci polskich. W 1652 ich kaznodzieją był tu Samuel Pacewicz.
Od 1567 w Taurogach działał urząd celny. W XVII w. większość dóbr tauroskich należała do Radziwiłłów z tzw. linii birżańskiej. Taurogi były siedzibą księcia Bogusława Radziwiłła (1620–1669) znanego z sienkiewiczowskiego „Potopu”. Były majętnością szlachecką, położoną w powiecie kroskim w 1690 roku.
W 1687 dziedziczka Taurogów księżniczka Ludwika Karolina Radziwiłłówna (o jej rękę dla syna – królewicza Jakuba zabiegał m.in. król Jan III Sobieski) poślubiła Ludwika księcia neuburskiego. Po jej śmierci na skutek skomplikowanych działów spadkowych, Taurogi i Sereje odziedziczył elektor brandenburski Fryderyk III Hohenzollern (1657–1713), od 1701 panujący jako król Prus Fryderyk I. 
Zarówno Bogusław Radziwiłł, jak i jego córka i dziedziczka księżniczka Ludwika Karolina Radziwiłłówna (1667–1695) byli patronami ewangelicyzmu na terenie Taurogów. Staraniem króla Prus Fryderyka I w Taurogach wyremontowano kościół reformowany oraz świątynię luterańską. Z czasem luteranie zdominowali w Taurogach wyznawców kościoła reformowanego. W 1702 biskup żmudzki Kazimierz Pac ufundował drewniany kościół pw. św. Trójcy w miejsce spalonego kościoła zbudowanego przez Bartosza.

### Okres rozbiorów
Po III rozbiorze Polski Taurogi znalazły się w granicach Imperium Rosyjskiego. Caryca Katarzyna ofiarowała pobliski Jurbork swojemu faworytowi Płatonowi Zubowowi. W 1798 król pruski zrzekł się swoich praw do Taurogów i zostały one nabyte przez Zubowa, który potem sprzedał je skarbowi carskiemu. W Taurogach 21 czerwca 1807 car Aleksander podpisał zawieszenie broni, które poprzedziło traktat pokojowy z Napoleonem w Tylży. 30 grudnia 1812 w młynie Pożerunach pod Taurogami, sprzymierzeniec Napoleona, dowódca korpusu armii pruskiej generał Hans Yorck podpisał konwencję o neutralności z rosyjskim generałem Iwanem Dybiczem. Na jej podstawie korpus pruski zrzekł się wspierania Francuzów.
W 1836 miasto zniszczył wielki pożar. W 1846 car Mikołaj I nadał ziemie taurodzkie księciu Wasilczykowi, który utworzył tu ordynację. W 1864 Taurogi uzyskały poprzez Kowno połączenie z Koleją Warszawsko-Petersburską. W mieście w tym czasie istniały m.in. cegielnia, gorzelnia oraz dwa szpitale. W 1843 pisarz francuski Honoré de Balzac zatrzymał się w pałacu w Taurogach podczas podróży do Sankt Petersburga. W miejscowym muzeum znajdują się kopie listów do Eweliny Hańskiej, z którą Balzac ożenił się w Berdyczowie. W 1875 w mieście została wzniesiona murowana cerkiew prawosławna w stylu bizantyjsko-rosyjskim.
W końcu XIX wieku administratorem majątków w Taurogach był Albert Anders, ojciec późniejszego generała Władysława Andersa, dowódcy II Korpusu Polskiego. Około 1909 Taurogi liczyły ok. 5 tys. mieszkańców. W mieście znajdowały się m.in. dwa szpitale: miejski i wojskowy.

### I wojna światowa
Podczas I wojny światowej w 1915 oddziały niemieckie zajęły Taurogi. W czasie okupacji Litwy (1915–1918) Niemcy zbudowali linię kolejową z Taurogów do Szawli i Tylży.

### Okres międzywojenny
Taurogi znajdowały się w granicach niepodległej Litwy. W dwudziestoleciu międzywojennym, w czasie reformy rolnej 1925 r., parafia prawosławna w Taurogach straciła cerkiew i grunt, na której była ona wzniesiona, z uwagi na fakt, iż obiekt wzniesiono na działce zajmowanej pierwotnie przez cmentarz rzymskokatolicki. W 1933 parafia prawosławna wzniosła nową cerkiew, na którą otrzymała wsparcie litewskiego Ministerstwa Oświaty w wysokości 5 tys. litów.

### II wojna światowa
Po zajęciu Litwy (1940) przez Sowietów Taurogi stały się miastem granicznym Związku Sowieckiego. 22 czerwca 1941 miejscowość zajęli Niemcy. W wyniku działań wojennych 80% zabudowy miasta legła w gruzach. W czasie II wojny światowej Einsatzgruppe SS dowodzone przez F. Stahleckera z pomocą miejscowej policji litewskiej wymordowały około 900 Żydów w Taurogach oraz ponad 3 tys. w pobliskiej wiosce Antosunia.
Od 1991 miasto znajduje się w granicach niepodległej Litwy. W 1989 liczyło 30 tys. mieszkańców.

## Transport
W pobliżu miasta znajduje się port lotniczy Taurogi. Znajduje się tu stacja kolejowa Taurogi, położona na linii Radziwiliszki – Pojegi.

## Miasta partnerskie
- Kutno  Polska
- Bełchatów  Polska
- Ostróda,  Polska